# رولف فرانسون
رولف فرانسون (بالسويدية: Rolf Fransson)‏ هو لاعب كرة قدم سويدي، ولد في 30 أكتوبر 1942، وتوفي في 21 أكتوبر 2016. لعب مع نادي يورغوردينس.